# Eva Samková
Eva Samková (ur. 28 kwietnia 1993 we Vrchlabí) – czeska snowboardzistka, specjalizująca się w snowcrossie, dwukrotna medalistka olimpijska, mistrzyni świata i zdobywczyni Pucharu Świata.

## Kariera
Po raz pierwszy na arenie międzynarodowej pojawiła się 7 marca 2008 roku w Szpindlerowym Młynie, gdzie w zawodach FIS Race zajęła czwarte miejsce w half-pipeie. W 2010 roku wystąpiła na mistrzostwach świata juniorów w Cardronie, zdobywając złoty medal w snowcrossie. Wynik ten powtórzyła na mistrzostwach świata juniorów w Valmalenco rok później i podczas mistrzostw świata juniorów w Erzurum w 2013 roku.
W zawodach Pucharu Świata zadebiutowała 12 marca 2010 roku w Valmalenco, zajmując dwunaste miejsce w snowcrossie. Tym samym już w swoim debiucie wywalczyła pierwsze pucharowe punkty. Na podium zawodów tego cyklu po raz pierwszy stanęła nieco ponad rok później 18 marca 2011 roku w tej samej miejscowości, kończąc rywalizację w snowcrossie na drugiej pozycji. W zawodach tych rozdzieliła Lindsey Jacobellis z USA i Francuzkę Déborę Anthonioz. Najlepsze wyniki w Pucharze Świata osiągnęła w sezonie 2016/2017, kiedy to zwyciężyła w klasyfikacji snowboardcrossu. Wynik ten powtórzyła w sezonach 2018/2019 i 2020/2021.
W 2014 roku zwyciężyła w snowcrossie na igrzyskach olimpijskich w Soczi, wyprzedzając Dominique Maltais z Kanady i Francuzkę Chloé Trespeuch. Zajęła też między innymi piąte miejsce na mistrzostwach świata seniorów w La Molinie w 2011 roku oraz szóste podczas rozgrywanych cztery lata później mistrzostw świata w Kreischbergu. Kolejny medal wywalczyła na igrzyskach w Pjongczangu, plasując się na trzeciej pozycji. Na wyższych stopniach podium stanęły Włoszka Michela Moioli i Julia Pereira de Sousa-Mabileau z Francji.
W 2019 roku została mistrzynią świata w zawodach rozgrywanych w amerykańskim Solitude. Dwa lata później, podczas mistrzostw w Idre Fjäll wywalczyła brązowy medal.

## Osiągnięcia

### Igrzyska olimpijskie
| Miejsce | Dzień     | Rok  | Miejscowość | Konkurencja | Zwyciężczyni   |
| ------- | --------- | ---- | ----------- | ----------- | -------------- |
| 1.      | 16 lutego | 2014 | Soczi       | Snowcross   | -              |
| 3.      | 16 lutego | 2018 | Pjongczang  | Snowcross   | Michela Moioli |

### Mistrzostwa świata
| Miejsce | Dzień       | Rok  | Miejscowość   | Konkurencja         | Zwyciężczyni       |
| ------- | ----------- | ---- | ------------- | ------------------- | ------------------ |
| 5.      | 18 stycznia | 2011 | La Molina     | Snowcross           | Lindsey Jacobellis |
| 7.      | 26 stycznia | 2013 | Stoneham      | Snowcross           | Maëlle Ricker      |
| 6.      | 16 stycznia | 2015 | Kreischberg   | Snowcross           | Lindsey Jacobellis |
| 12.     | 12 marca    | 2017 | Sierra Nevada | Snowcross           | Lindsey Jacobellis |
| 5.      | 13 marca    | 2017 | Sierra Nevada | Snowcross drużynowy | Francja            |
| 1.      | 1 lutego    | 2019 | Solitude      | Snowcross           | –                  |
| 13.     | 3 lutego    | 2019 | Solitude      | Snowcross drużynowy | Stany Zjednoczone  |
| 3.      | 11 lutego   | 2021 | Idre Fjäll    | Snowcross           | Charlotte Bankes   |
| 5.      | 12 lutego   | 2021 | Idre Fjäll    | Snowcross drużynowy | Australia          |
| 1.      | 1 marca     | 2023 | Bakuriani     | Snowcross           | –                  |

### Puchar Świata

#### Miejsca w klasyfikacji generalnej Snowcrossu
- sezon 2009/2010: 30.
- sezon 2010/2011: 7.
- sezon 2011/2012: 37.
- sezon 2012/2013: 4.
- sezon 2013/2014: 5.
- sezon 2015/2016: 2.
- sezon 2016/2017: 1.
- sezon 2017/2018: 5.
- sezon 2018/2019: 1.
- sezon 2019/2020: 4.
- sezon 2020/2021: 1.
- sezon 2021/2022: 14.

#### Zwycięstwa w zawodach
1. Blue Mountain – 2 lutego 2013 (snowcross)
2. Montafon – 7 grudnia 2013 (snowcross)
3. Vallnord-Arinsal – 12 stycznia 2014 (snowcross)
4. Feldberg – 23 stycznia 2016 (snowcross)
5. Sołniecznaja dolina – 21 lutego 2016 (snowcross)
6. Solitude – 21 stycznia 2017 (snowcross)
7. Feldberg – 12 lutego 2017 (snowcross)
8. Erzurum – 20 stycznia 2018 (snowcross)
9. La Molina – 3 marca 2018 (snowcross)
10. Moskwa – 10 marca 2018 (snowcross)
11. Cervinia – 22 grudnia 2018 (snowcross)
12. Baqueira Beret – 2 marca 2019 (snowcross)
13. Veysonnaz – 16 marca 2019 (snowcross)
14. Montafon – 13 grudnia 2019 (snowcross)
15. Chiesa in Valmalenco – 24 stycznia 2021 (snowcross)
16. Bakuriani – 4 marca 2021 (snowcross)
17. Veysonnaz – 20 marca 2021 (snowcross)
18. Secret Garden – 28 listopada 2021 (snowcross)

#### Pozostałe miejsca na podium w zawodach
1. Chiesa in Valmalenco – 18 marca 2011 (snowcross) – 2. miejsce
2. Veysonnaz – 16 marca 2013 (snowcross) – 3. miejsce
3. Pjongczang – 27 lutego 2016 (snowcross) – 3. miejsce
4. Veysonnaz – 5 marca 2016 (snowcross) – 3. miejsce
5. Baqueira Beret – 20 marca 2016 (snowcross) – 2. miejsce
6. Bansko – 4 lutego 2017 (snowcross) – 2. miejsce
7. La Molina – 5 marca 2017 (snowcross) – 2. miejsce
8. Veysonnaz – 25 marca 2017 (snowcross) – 2. miejsce
9. Cerro Catedral – 10 września 2017 (snowcross) – 2. miejsce
10. Cervinia – 21 grudnia 2018 (snowcross) – 2. miejsce
11. Feldberg – 9 lutego 2019 (snowcross) – 3. miejsce
12. Chiesa in Valmalenco – 23 stycznia 2021 (snowcross) – 3. miejsce

- W sumie (18 zwycięstw, 7 drugich i 5 trzecich miejsc).